# Americana de aviación
Americana de Aviación fue una aerolínea peruana fundada en 1990. Su base era el Aeropuerto Internacional Coronel FAP Francisco Secada Vignetta. Logró ser líder del mercado, alcanzando el 6 % del mercado doméstico local, para luego llegar a mantener un 16 % y en su mejor momento captar el 23 % del mercado aerocomercial doméstico; junto con AeroPerú y la Compañía de Aviación Faucett, operaba vuelos diarios por todo el Perú y vuelos internacionales a países vecinos. En 1997 cesó sus operaciones. 

## Antiguos destinos

### Nacionales
| Países | Destinos         | Aeropuertos                                                      |
| ------ | ---------------- | ---------------------------------------------------------------- |
| Perú   | Arequipa         | Aeropuerto Internacional Rodríguez Ballón                        |
| Perú   | Ayacucho         | Aeropuerto Coronel FAP Alfredo Mendivil Duarte                   |
| Perú   | Chiclayo         | Aeropuerto Internacional Capitán FAP José A. Quiñones            |
| Perú   | Cuzco            | Aeropuerto Internacional Alejandro Velasco Astete                |
| Perú   | Iquitos          | Aeropuerto Internacional Coronel FAP Francisco Secada Vignetta   |
| Perú   | Juliaca          | Aeropuerto Internacional Inca Manco Cápac                        |
| Perú   | Lima             | Aeropuerto Internacional Jorge Chávez (HUB)                      |
| Perú   | Piura            | Aeropuerto Internacional Capitán FAP Guillermo Concha Iberico    |
| Perú   | Pucallpa         | Aeropuerto Internacional Capitán FAP David Abensur Rengifo       |
| Perú   | Puerto Maldonado | Aeropuerto Internacional de Puerto Maldonado                     |
| Perú   | Tacna            | Aeropuerto Internacional Coronel FAP Carlos Ciriani Santa Rosa   |
| Perú   | Talara           | Aeropuerto Internacional Capitán FAP Víctor Montes Arias         |
| Perú   | Tarapoto         | Aeropuerto Cadete FAP Guillermo del Castillo Paredes             |
| Perú   | Trujillo         | Aeropuerto Internacional Capitán FAP Carlos Martínez de Pinillos |
| Perú   | Tumbes           | Aeropuerto Capitán FAP Pedro Canga Rodríguez                     |

### Internacionales
| Países               | Destinos      | Aeropuertos                                                       |
| -------------------- | ------------- | ----------------------------------------------------------------- |
| Argentina            | Córdoba       | Aeropuerto Internacional Ingeniero Aeronáutico Ambrosio Taravella |
| Argentina            | Mendoza       | Aeropuerto Internacional Gobernador Francisco Gabrielli           |
| Argentina            | Salta         | Aeropuerto Internacional de Salta Martín Miguel de Güemes         |
| Brasil               | Manaos        | Aeropuerto Internacional Eduardo Gomes                            |
| Brasil               | Rio Branco    | Aeropuerto Internacional de Rio Branco                            |
| Colombia             | Cali          | Aeropuerto Internacional Alfonso Bonilla Aragón                   |
| República Dominicana | Santo Domingo | Aeropuerto Internacional Las Américas                             |

## Flota histórica
| Aeronaves             | Total | Introducido | Retirado | Matrículas                                                       |
| --------------------- | ----- | ----------- | -------- | ---------------------------------------------------------------- |
| Boeing 727-100        | 8     | 1991        | 1997     | N1986, N134CA, N133CA, N65910, N720DC, OB-1512, N65894 y OB-1661 |
| Boeing 727-200        | 2     | 1994        | 1997     | OB-1560, OM-AHK                                                  |
| Boeing 737-200        | 3     | 1994        | 1997     | OB-1615, OB-1572 y OB-1511                                       |
| Curtiss C-46 Commando | 1     | 1967        | 1971     | HC-ANK                                                           |
| Douglas DC-4          | 1     | 1970        | c. 1975  | HC-ATL                                                           |
| Douglas DC-6          | 2     | 1968        | 1975     | HC-ARK y HC-ATH                                                  |
| Fokker F28 Fellowship | 1     | 1993        | 1997     | OB-1396                                                          |